# Bothriechis rowleyi
Espèce
Synonymes
- Bothrops rowleyi Bogert, 1968
- Bothrops nigroviridis macdougalli Smith & Moll, 1969

Statut de conservation UICN

 VU B1ab(iii)+2ab(iii) : Vulnérable
Bothriechis rowleyi est une espèce de serpents de la famille des Viperidae.

## Répartition
Cette espèce est endémique du Mexique. Elle se rencontre dans le nord-ouest du Chiapas et dans le sud-est d'Oaxaca.

## Description
C'est un serpent venimeux.

## Étymologie
Cette espèce est nommée en l'honneur de l'ornithologue John Stuart Rowley.

## Publication originale
- Bogert, 1968 : A new arboreal pit viper of the genus Bothrops from the Isthmus of Tehuantepec, México. American Museum Novitates, n. 2341, p. 1-14 (texte intégral).